# 馬來聯邦
3°09′35″N 101°42′00″E / 3.1597°N 101.7000°E
馬來聯邦（英文：Federated Malay States，FMS）是一個1895年由英國政府建立的位於馬來半島的由四個保護國雪蘭莪、森美蘭、霹靂和彭亨組成的聯邦。
自《邦咯條約》開始，四州逐步為大英帝國所控制，其外交和防務均由英國負責。在內政方面，除了涉及馬來習俗和伊斯蘭教的事務以外，四州均須聆聽英國派出的參政司的意見。
第二次世界大戰期間，大日本帝國入侵了馬來半島和其他東南亞歐洲國家殖民地。日本投降後，英國在當地建立了軍事管制區，完成過渡之後馬來聯邦重新復國。
1946年，馬來聯邦與兩個海峽殖民地的組成部分馬六甲和檳榔嶼以及馬來屬邦重組成為馬來亞聯邦。兩年後，馬來亞聯邦重組為馬來亞聯合邦，並於1957年獲得獨立，最終於1963年再重組為馬來西亞（包括北婆羅洲、砂拉越和新加坡）。

## 權力結構
1874年1月20日，海峽殖民地總督安德魯·克拉克爵士與霹靂州蘇丹締結邦咯條約，條約規定「霹靂蘇丹接受一名英國參政司。除了有關宗教以及馬來習俗之外，其餘一切政務蘇丹必須徵求參政司的同意」同年，參政司制度擴展到雪蘭莪和森美蘭，1888年擴展到彭亨。
為了提高行政效率，這四個州於1895年被整合為馬來聯邦。這樣的聯邦式的權力結構這是高度集權的，實權掌握在英國政府派出的官員手中，他們最初被稱為參政司，後來被稱為首席大臣。
1898年，英國設立了聯邦政務會來管理聯邦。政務會由高級專員（海峽殖民地總督）領導，並由參政司、統治者、4名州駐地官和4名指定的非官方成員協助。這種結構一直持續到1941年12月8日日本入侵马来亚為止。
|  |  |  |  |      |      |      |      |      |      | 君主                  |  |  |  |  |  |      |      |      |      |      |      |  |  |  |  |  |  |
|  |  |  |  |      |      |      |      |      |      |                       |  |  |  |  |  |      |      |      |      |      |      |  |  |  |  |  |  |
|  |  |  |  |      |      |      |      |      |      | 高級專員              |  |  |  |  |  |      |      |      |      |      |      |  |  |  |  |  |  |
|  |  |  |  |      |      |      |      |      |      |                       |  |  |  |  |  |      |      |      |      |      |      |  |  |  |  |  |  |
|  |  |  |  |      |      |      |      |      |      | 統治者 （無實權）     |  |  |  |  |  |      |      |      |      |      |      |  |  |  |  |  |  |
|  |  |  |  |      |      |      |      |      |      |                       |  |  |  |  |  |      |      |      |      |      |      |  |  |  |  |  |  |
|  |  |  |  |      |      |      |      |      |      | 參政司 後改為首席大臣 |  |  |  |  |  |      |      |      |      |      |      |  |  |  |  |  |  |
|  |  |  |  |      |      |      |      |      |      |                       |  |  |  |  |  |      |      |      |      |      |      |  |  |  |  |  |  |
|  |  |  |  |      |      |      |      |      |      |                       |  |  |  |  |  |      |      |      |      |      |      |  |  |  |  |  |  |
|  |  |  |  | 各州 | 各州 | 各州 | 各州 | 各州 | 各州 |                       |  |  |  |  |  | 各州 | 各州 | 各州 | 各州 | 各州 | 各州 |  |  |  |  |  |  |

## 統治者會議
儘管參政司是聯邦的真正管理者，但聯邦的四個州都保留了各自的世襲統治者。馬來聯邦成立時這四名統治者分別是：
1. 雪蘭莪蘇丹，阿萊丁·蘇萊曼·沙阿（英语：Sultan Sulaiman）
2. 霹靂蘇丹，伊德里斯·穆爾希杜爾·阿扎姆·沙阿一世（英语：Idris Shah I of Perak）
3. 森美蘭默罕默德，穆罕默德·沙阿（英语：Muhammad of Negeri Sembilan）
4. 彭亨蘇丹，艾哈邁德·穆阿扎姆·沙阿（英语：Sultan Ahmad al-Muadzam Shah）

1897年，在霹靂皇城瓜拉江沙召開了第一屆統治者會議（又名杜爾巴會議），作為四位統治者間的溝通會議。第一屆會議為今日統治者會議的雛形，1957年8月27日，會議在馬來西亞憲法第38條正式規定相關組織。

## 政府

### 參政司
1896到1936年期間，聯邦的實權一直掌握在參政司（後來改為首席大臣）手中。
| 順序 | 參政司                 | 就任           | 離任           | 備註 |
| ---- | ---------------------- | -------------- | -------------- | ---- |
| 1    | 瑞天咸                 | 1896年1月1日   | 1901年12月12日 |      |
|      | 威廉·胡德·特雷徹       | 1897年10月5日  | 1898年4月16日  | 代理 |
|      | 威廉·胡德·特雷徹       | 1900年4月29日  | 1901年12月12日 | 代理 |
| 2    | 威廉·胡德·特雷徹       | 1901年12月13日 | 1904年12月31日 |      |
|      | 威廉·托馬斯·泰勒       | 1904年9月13日  | 1904年12月31日 | 代理 |
| 3    | 威廉·托馬斯·泰勒       | 1905年1月1日   | 1910年9月30日  |      |
|      | 愛德華·劉易斯·布羅克曼 | 1907年5月11日  | 1908年2月13日  | 代理 |
|      | 亨利·康威·貝爾菲爾德   | 1908年5月4日   | 1908年7月27日  | 代理 |
|      | 雷金納德·喬治·沃森     | 1910年2月26日  | 1910年9月29日  | 代理 |
| 4    | 雷金納德·喬治·沃森     | 1910年9月30日  | 1911年1月31日  |      |

### 首席大臣
| 順序 | 首席大臣                          | 就任           | 離任           | 備註 |
| ---- | --------------------------------- | -------------- | -------------- | ---- |
| 1    | 亞瑟·楊                           | 1911年2月1日   | 1911年9月1日   |      |
| 2    | 愛德華·劉易斯·布羅克馬            | 1911年9月2日   | 1920年9月12日  |      |
|      | 雷金納德·喬治·沃森                | 1914年4月3日   | 1915年2月8日   | 代理 |
|      | 愛德華·喬治·布羅德里克            | 1918年1月21日  | 1918年2月5日   | 代理 |
|      | 雷金納德·喬治·沃森                | 1918年4月7日   | 1918年8月25日  | 代理 |
|      | 弗雷德里克·西頓·詹姆斯            | 1920年6月13日  | 1920年10月3日  | 代理 |
| 3    | 喬治·麥克斯韋                     | 1920年9月13日  | 1926年5月6日   |      |
|      | 阿瑟·布倫納哈塞特·沃勒斯          | 1920年10月14日 | 1921年3月4日   | 代理 |
|      | 奧斯瓦爾德·弗朗西斯·杰拉德·斯托納 | 1921年12月21日 | 1922年1月9日   | 代理 |
|      | 愛德華·肖·霍斯                    | 1923年5月11日  | 1923年10月24日 | 代理 |
| 4    | 貝璐                              | 1926年5月9日   | 1930年4月9日   |      |
|      | 亨利·瓦格斯塔夫·湯姆森            | 1927年5月6日   | 1927年6月5日   | 代理 |
|      | 亨利·瓦格斯塔夫·湯姆森            | 1927年9月10日  | 1928年3月31日  | 代理 |
|      | 查爾斯·沃爾特·漢密爾頓·科克倫     | 1929年11月30日 | 1930年4月8日   | 代理 |
| 5    | 查爾斯·沃爾特·漢密爾頓·科克倫     | 1930年4月9日   | 1932年3月24日  |      |
|      | 郝德傑                            | 1931年7月25日  | 1932年3月23日  | 代理 |
| 6    | 郝德傑                            | 1932年3月24日  | 1933年2月3日   |      |
| 7    | 馬爾科姆·邦德·雪萊                | 1933年2月4日   | 1935年4月4日   |      |
| 8    | 馬庫斯·雷克斯                     | 1935年4月4日   | 1936年2月24日  |      |

### 聯邦大臣
1936年後，聯邦大臣只是協調官員，受高級專員的領導，而高級專員始終是海峽殖民地的總督。
| 順序 | 聯邦大臣                   | 就任          | 歷任          |
| ---- | -------------------------- | ------------- | ------------- |
| 1    | 克里斯多福·多米尼克·阿赫恩 | 1936年2月24日 | 1939年5月6日  |
| 2    | 休·弗雷澤                  | 1939年5月6日  | 1942年2月15日 |

### 政務會
在馬來聯邦，各州仍然由統治者（森美蘭州的穆罕穆德和其他地方的蘇丹）統治，但馬來聯邦建立後由政務會建議以管理整個聯邦。政務會由駐地官員、土著酋長和蘇丹提名的華人社區代表組成。政務會的作用是討論各州關心的問題，例如立法和行政問題以及所有刑罰的修訂。駐地官員與其下屬官員（主要由歐洲人和馬來人組成）也兼任行政工作。

### 行政區劃
為了更有效的管理，聯邦的所有州劃分出二級行政區轄區（馬來語音譯：達伊拉，Daerah）。每個轄區都有一個轄區民政事務處，每個事務處都由一位轄區官員領導。
| 上霹靂        |
| 司南馬        |
| 拉律          |
| 卡連          |
| 峇登          |
| 瓜拉江沙      |
| 近打          |
| 下霹靂        |
| 天定1（曼絨） |
| 馬登巴冷      |

| 瓜拉雪蘭我 |
| 烏魯雪蘭我 |
| 吉隆坡     |
| 巴生       |
| 烏魯冷岳   |
| 瓜拉冷岳   |

| 沿海州    |
| 芙蓉      |
| 林茂-淡邊 |
| 瓜拉庇勞  |
| 日叻務    |

| 關丹   |
| 立卑   |
| 勞勿   |
| 文冬   |
| 淡馬魯 |
| 北根   |

## 沿革圖解

馬來西亞歷史沿革

## 司法
馬來亞第一所最高法院於1906年創立，由司法專員統領，並授予法院司法權。1925年司法專員（Judicial Commissioner）的頭銜被更改為大法官（Chief Judge）。

## 聯邦象徵

### 邦旗

1：2 1895–1946年期間的馬來聯邦邦旗

馬來聯邦邦旗由四種不同顏色的條紋組成，由上至下分別是：白、紅、黃、黑。
這四個顏色的不同組合分別代表了馬來聯邦的四個組成部分。
- 紅黑黃三色代表森美蘭；
- 黑白黃三色代表霹靂；
- 黑白兩色代表彭亨；
- 紅黃兩色代表雪蘭莪。

中間的標誌也採用了同樣的設計理念，中間的一個白色橢圓中設計了隻馬來亞虎。
馬來聯邦邦旗在吉隆坡独立广场附近的國家歷史博物館有一面邦旗的複製品。

### 邦徽
馬來聯邦邦徽上有一個由兩隻老虎守護的盾牌。盾牌頂部是東方王冠（英語：Eastern Crown），象徵英國保護下的君主政體聯邦。盾牌下方有一面橫幅，上面用爪夷文寫著「Dipelihara Allah」（受上帝保護）。
盾牌上的四種顏色的不同組合就和馬來聯邦邦旗一樣，分別代表了聯邦的四個組成部分。
「Dipelihara Allah」這句格言也被採納為現今雪蘭莪州的州格言。

### 軍艦旗

1895–1946年期間的馬來聯邦海軍軍旗

除了國旗外，馬來聯邦還有政府船上使用的軍艦旗。該旗採用英國海軍艦艇的四種顏色，在日德蘭海戰期間由英國大艦隊第五戰列分艦隊博伊爾上尉指揮的馬來亞號艦上懸掛。